# Nd:YAG
Nd:YAG laser je laser s krutom jezgrom koji se sastoji od štapića itrij-aluminijevog granata (YAG), dopiranog atomima neodimija (Nd:Y3Al5O12). Aktivni medij lasera su trostruko ionizirani ioni neodimija (Nd+3). 
Atomi neodimija su slične veličine kao i atomi itrija, pa ga mogu zamijeniti u strukturi. Nd:YAG je četverostupanjski laser, koji emitira infracrveno zračenje valne duljine 1064 nm. Ovaj laser se može prilagoditi i valnim duljinama od 940, 1120, 1320, i 1440 nm. Moguće je usmjeriti lasersku zraku iz ovog lasera u kristal s nelinearnim optičkim svojstvima, čime će se dobiti laserska zraka s fotonima koji imaju dvostruko veću energiju od onih koji su upali u kristal. Tako dobivena valna duljina je: 532 nm, što je zelena svjetlost. Kristal granata ima veliku toplinsku vodljivost, pa se ovaj laser može upotrebljavati u kontinuiranom modu. Kristali granata su veliki nekoliko milimetara, zbog problema u njihovoj kristalizaciji, ali količina dopiranih atoma neodimija može biti relativno velika (oko 1%). Mogu se napraviti i slični laseri od drugih materijala, koji sadrže neodimij npr. itrij-litijev fluorid (YLF), itrijev vanadat (YVO4) ili staklo. Kod lasera Nd:staklo spektralne linije nisu tako oštre kao kod Nd:YAG lasera, jer staklo nema pravilnu kristalnu strukturu, pa atomi neodimija nisu u jednakim okruženjima. Staklo nema tako dobru toplinsku provodljivost kao YAG, pa se Nd:staklo laseri moraju koristiti u pulsnom modu. S druge strane, Nd:staklo laseri nemaju ograničenja u veličini, a količina neodimija u staklu može biti i 30%, pa ovi laseri mogu mogu biti jako snažni. Najveći dosad napravljeni laseri su Nd:staklo.
Zbog apsorpcije zračnja Nd:YAG na valnim duljinama: 730-760 nm i 790-820 nm, za pobuđivanje se koristi kriptonska bljeskalica, za razliku od ostalih lasera, gdje se radije koristi ksenonska bljeskalica, koja daje više svjetla.
Nd:YAG laseri se koriste za rezanje, bušenje, varenje, graviranje i drugu obradu metala, plastike i drugih materijala. U automobilskoj industriji se obično koriste laseri od 1.5 kW. Nd:YAG laseri također imaju brojne medicinske primjene.